# Hadena bulgeri
Hadena bulgeri là một loài bướm đêm trong họ Noctuidae.